# Mathematischer Turm (Breslau)

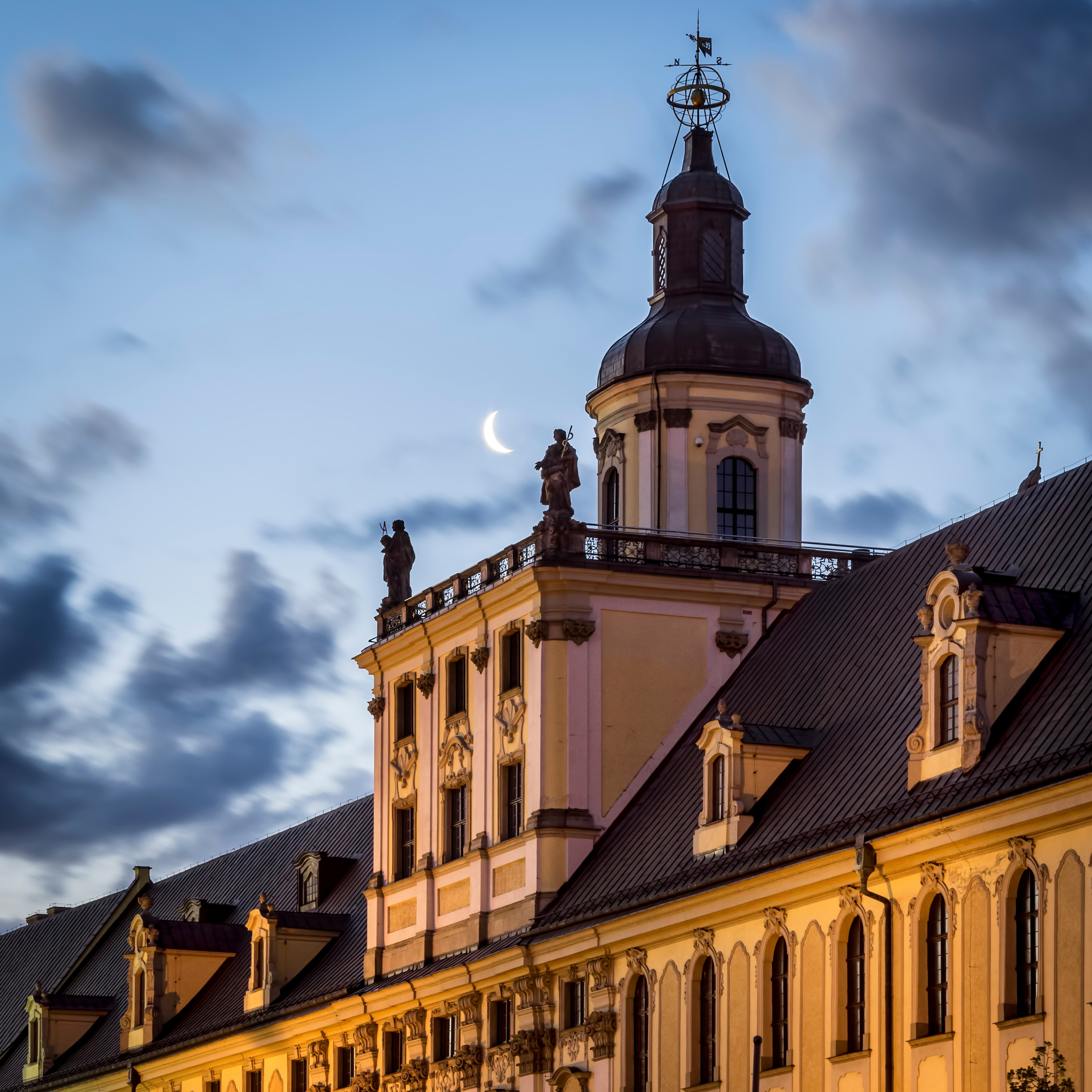
Mathematischer Turm des Hauptgebäudes der Universität Breslau

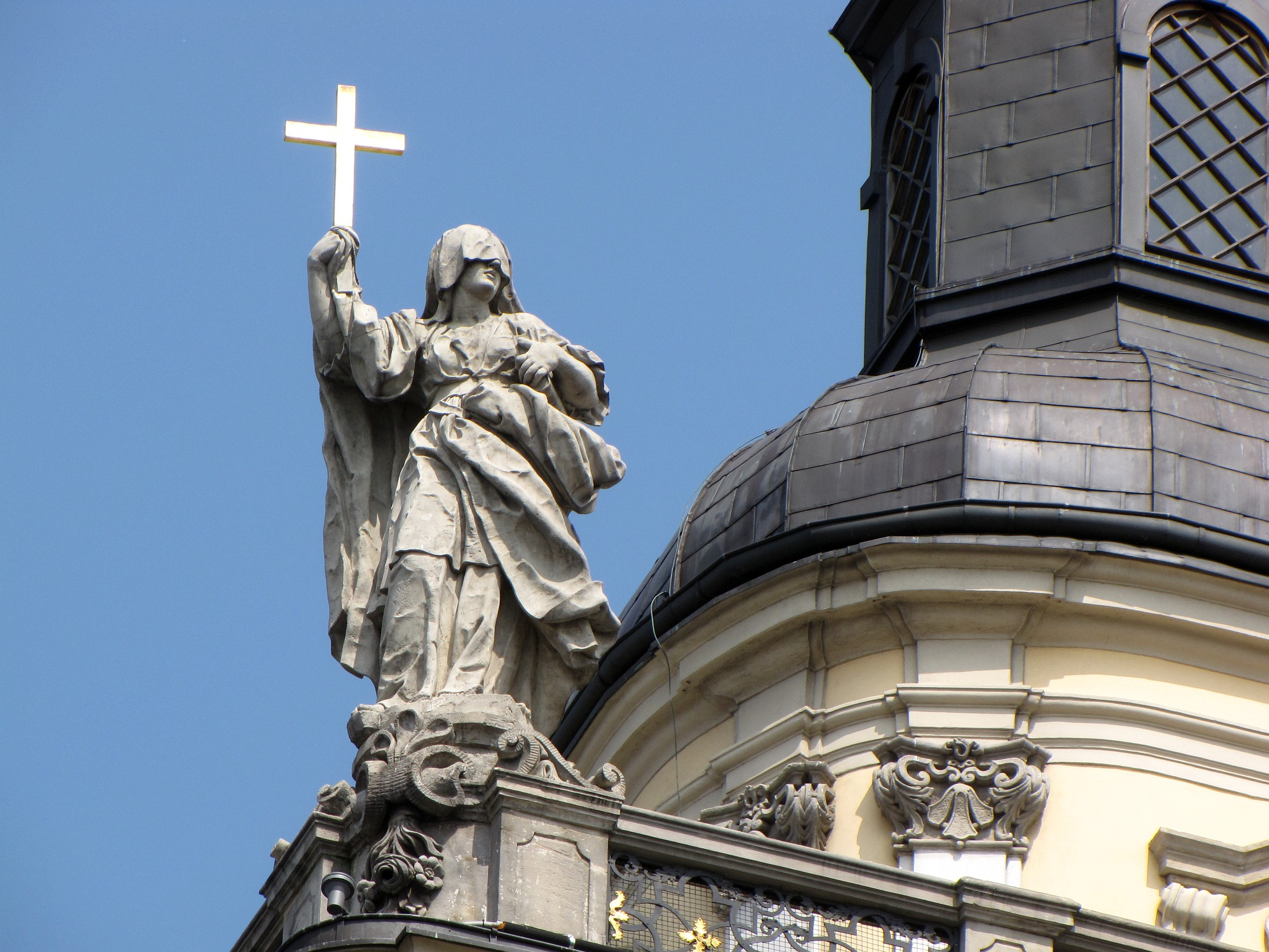
Allegorie der Theologie

Der Mathematische Turm ist ein Wahrzeichen der Stadt Breslau. Von drei geplanten Türmen des barocken Hauptgebäudes der Breslauer Universität ist er der einzige, der realisiert wurde. Vom Ende des 18. bis zum Ende des 19. Jahrhunderts wurde er als Sternwarte genutzt.

## Baugeschichte
Kaiser Leopold I. stiftete im Jahre 1702 in Breslau das Jesuitenkolleg Leopoldina. 1728 begann unter der Leitung von Baumeister Johann Blasius Peintner (1673–1732) und wahrscheinlich nach Plänen Christoph Tauschs der Bau eines neuen Hauptgebäudes mit der repräsentativen Aula Leopoldina, einem der größten Barocksäle Europas. Das Gebäude sollte mit drei Türmen ausgestattet werden, einem zentralen Uhrenturm, dem Astronomischen Turm mit Sternwarte auf dem Ostflügel (Apothekenflügel) und dem Mathematischen Turm auf dem Westflügel (Kollegienflügel). Der Bau wurde jedoch nie abgeschlossen, der Ostflügel wurde nicht errichtet und von den drei Türmen entstand allein der mathematische, der heute das Gebäude dominiert. Direkt unter ihm befindet sich der Haupteingang, der einen dreigeteilten Portikus mit durchbrochener Balustrade und den Figuren der vier Kardinaltugenden besitzt – ein Werk von Johann Albrecht Siegwitz. Im inneren führt die Kaisertreppe in den Mathematischen Turm, der in 42 m Höhe unterhalb des obersten Stockwerks eine große Terrasse besitzt, an deren vier Ecken Skulpturen Franz Joseph Mangoldts aus dem Jahr 1733 stehen. Sie symbolisieren die Fakultäten einer mittelalterlichen Universität: Theologie, Jura, Medizin und freie Künste (Philosophie). Dabei handelte es sich nur um ein Wunschbild, da das Kolleg zu dieser Zeit nur aus zwei Fakultäten bestand – der theologischen und der philosophischen – und eine Erweiterung im 18. Jahrhundert auch nicht gelang. Jede der weiblichen Figuren ist drei Meter hoch und weist die typischen Attribute ihrer Fakultät auf. Die Theologie trägt ein Kreuz und die Bibel. Ihr Gesicht ist teilweise von einem Schleier verdeckt als Sinnbild der Undurchdringlichkeit der Geheimnisse des Glaubens. Die Rechtswissenschaft hält in der einen Hand ein Buch unter der päpstlichen Tiara, in der anderen eine Waage. Die Allegorie der Philosophie in ihrer Verbindung zu den sieben freien Künsten ist mit den Attributen der Astronomie, dem Astrolabium, und der Geometrie, dem Zirkel, ausgestattet. Die Medizin ist an ihrem Äskulapstab zu erkennen.
1790 richtete Longinus Anton Jungnitz (1764–1831) im Mathematischen Turm eine Sternwarte ein, die über 100 Jahre genutzt wurde. Im Obergeschoss des Turms wurde ein Gnomon installiert. Durch den Boden des Raums läuft in Nord-Süd-Richtung eine 15,40 m lange Linie auf dem Meridian mit der geographischen Länge 17° 2′ 0,4936″. Im Moment des astronomischen Mittags fällt das Sonnenlicht durch ein 3,5 mm großes Loch in der Kuppel des Raums genau auf diese Linie.
Im Zweiten Weltkrieg wurden die Laterne und das Dach des Turms zerstört. Das gesamte Gebäude brannte aus, wurde aber in den Jahren nach 1945 wieder aufgebaut. 1992 wurde der Mathematische Turm Teil des neugegründeten Universitätsmuseums. Die meisten der 1956 an die Jagiellonen-Universität in Krakau ausgelagerten astronomischen Instrumente kamen nach der Rekonstruktion des Turms im Jahr 2000 nach Breslau zurück und werden heute im Longchampssaal im Erdgeschoss des Gebäudes ausgestellt. Von November 2013 bis Januar 2014 wurde der Turm saniert, weil die Bausubstanz durch einsickerndes Regenwasser gefährdet war. Seitdem kann er wieder bis zur früheren Beobachtungs- und heutigen Aussichtsterrasse bestiegen werden.

## Geschichte der Sternwarte
Die Ausstattung der Sternwarte mit astronomischen Instrumenten war zunächst dürftig und bestand aus Newton-Teleskopen, Hohlspiegeln, einem Mikrometer zum Messen von Sternabständen, einem Quadranten, einer Luftpumpe und einigen elektrischen Geräten. Erst in der ersten Hälfte des 19. Jahrhunderts, nach der Zusammenlegung der Leopoldina mit der Frankfurter Viadrina, konnten moderne Geräte angeschafft werden, z. B. ein 68-mm-Dollond-Passageninstrument und ein 72-mm-Fraunhofer-Heliometer. Nach Jungnitz’ Tod im Jahre 1831 wurde der Mathematiker Ernst Scholz Direktor der Sternwarte, ihr eigentlicher Leiter war aber Palm Heinrich Ludwig von Boguslawski, der ab 1831 die Stelle eines Kurators innehatte und 1836 zum Professor berufen wurde. 1835 entdeckte er einen Kometen und bestimmte dessen Bahn. Von 1840 bis zu seinem Tod im Jahr 1851 war Boguslawski Direktor der Sternwarte. Sein Nachfolger war Johann Gottfried Galle, der 1846 in Berlin den Planeten Neptun entdeckt hatte, nachdem der französische Mathematiker Urbain Le Verrier die Position des Himmelskörpers aus Bahnstörungen des Uranus berechnet hatte. Galle baute den Turm um und beschaffte neue Instrumente. Seine Arbeit wurde aber zunehmend durch die ungünstige Lage des Observatoriums am Rande der Breslauer Innenstadt gestört. Deshalb wurden die Beobachtungen unter dem neuen Direktor Julius Franz ab 1897 auf die in der Oder gelegene Matthiasinsel verlegt. Am Ende der 1920er Jahre ließ Direktor Alexander Wilkens einen neuen Beobachtungspavillon im Scheitinger Park errichten.